# Amilcar C6
Amilcar C6 est une voiture de course fabriquée par le constructeur français Amilcar entre 1926 et 1930.

## Description
Ce modèle était la version routière de la voiture de course Amilcar Type CO (de) . Elle fut présentée au Mondial de l'Automobile de Paris en octobre 1926 et fut produite de 1927 à 1930.
Le véhicule était équipé d'un moteur six cylindres en ligne refroidi par eau avec une culasse intégrée dans le bloc-cylindres et deux arbres à cames en tête ( contrôle des soupapes DACT (de) ). 
Un alésage de 56 mm et une course de 74 mm donnant  une cylindrée de 1 094 cm3 et un classement fiscal de 12  Chevaux fiscaux . Le moteur délivrait 62 ch à 5 600 tr/min avec un Compresseur mécanique. 
La puissance était transmise à l'essieu arrière via un embrayage à sec monodisque, une boîte de vitesses à quatre vitesses non synchronisée avec un changement de vitesse central et un arbre.
Le châssis correspondait largement à celui de la Type CO en version courte avec des essieux rigides, des ressorts semi-elliptiques à l'avant et des ressorts quart-elliptiques à l'arrière, et des amortisseurs à friction de type Hartford sur les quatre roues. Il s'agissait de roues à rayons avec verrouillage central, taille de pneu 4,00 × 19. Les freins à tambour sur les quatre roues étaient actionnés mécaniquement; le levier de frein à main était monté à l'extérieur. Les informations sur les dimensions et le poids varient selon la source. L'empattement était de 2 195 mm ou 2 235 mm et la voie était de 1 060 mm à l'avant et de 1 090 mm à l'arrière. La voiture mesurait 3 400 mm de long et 1 225 mm de large. La vitesse maximale était d'environ 165 km/h à 170 km/h. La Type C 6 a accéléré de zéro à 100 km/h en 12 secondes.

## Galerie

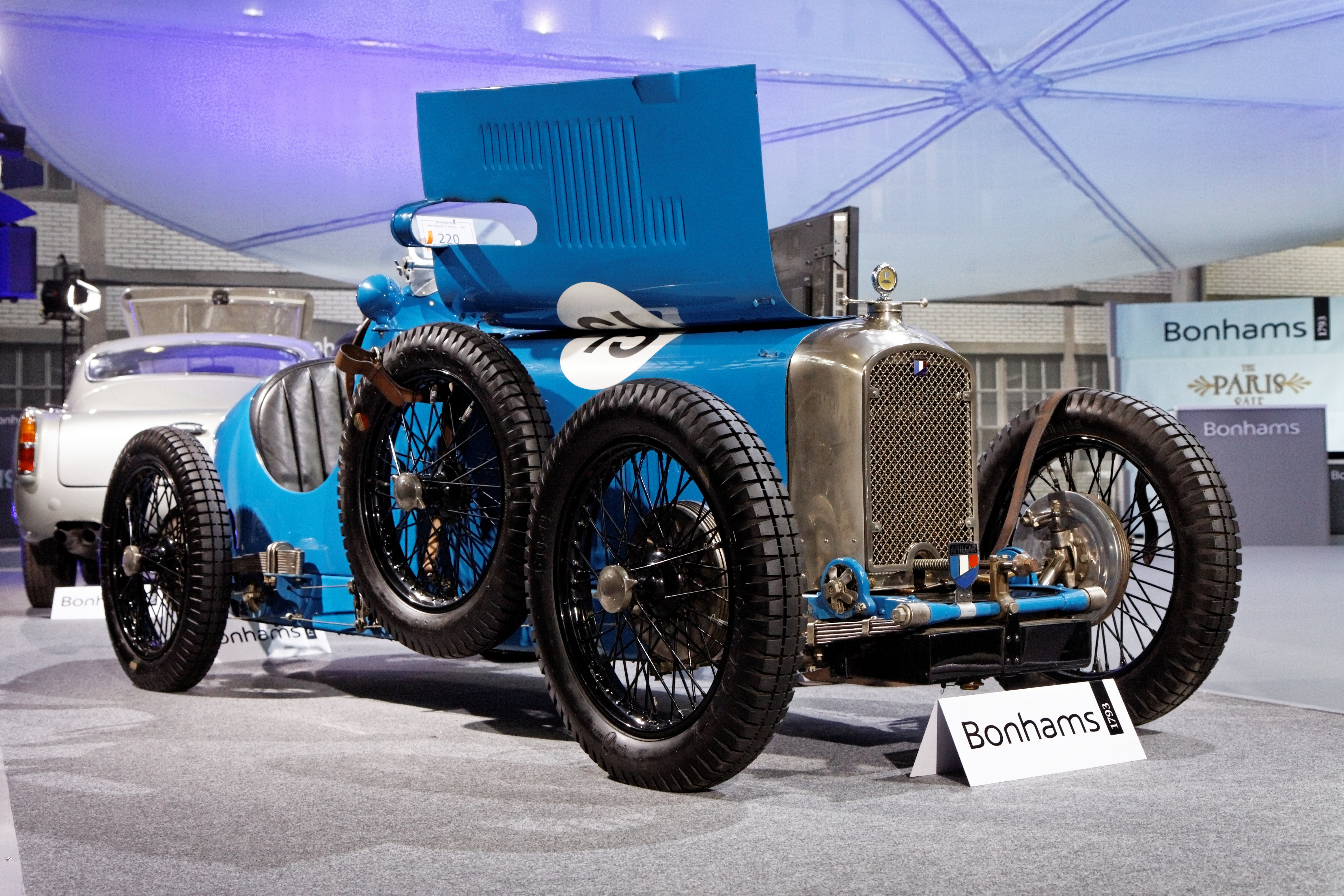
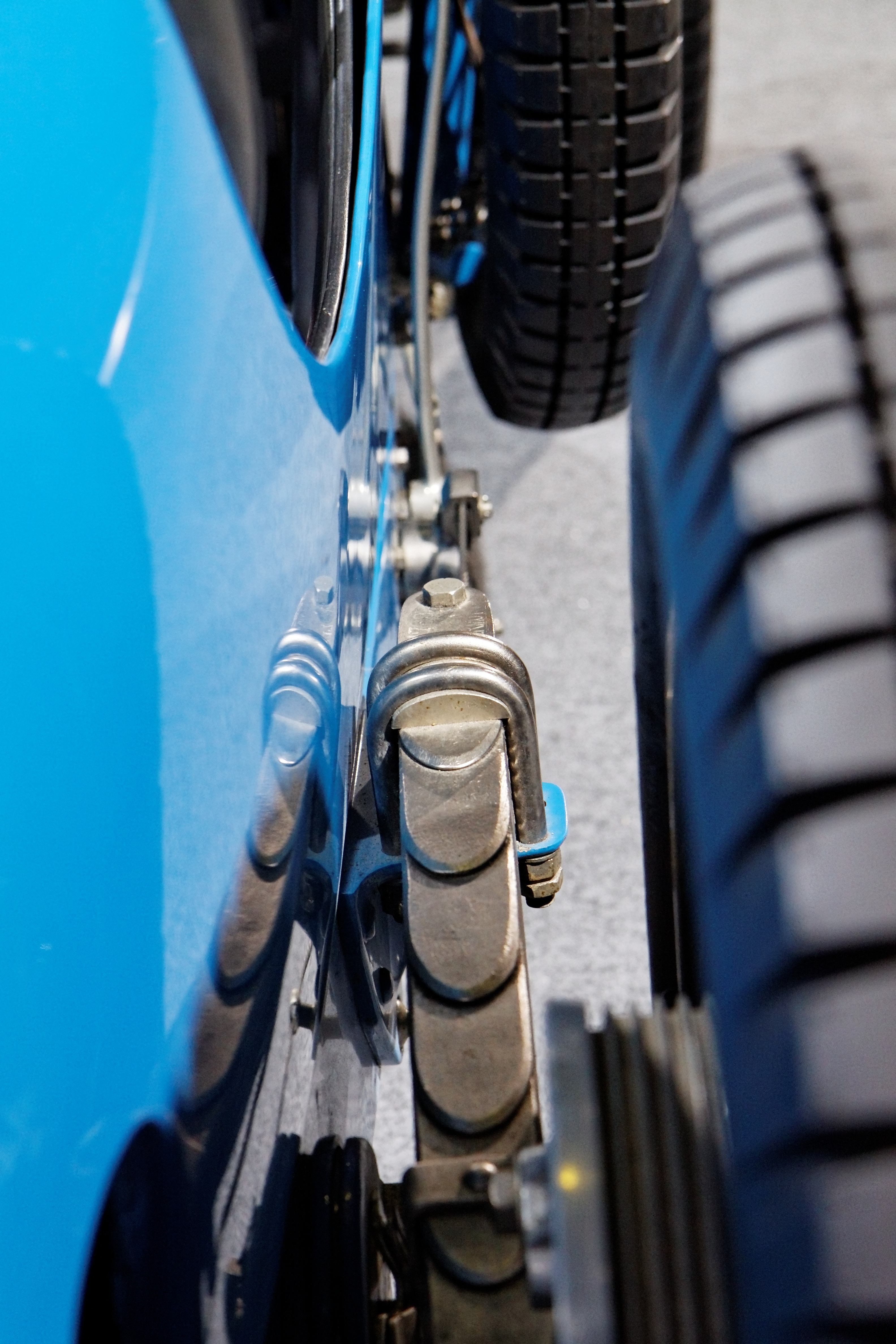
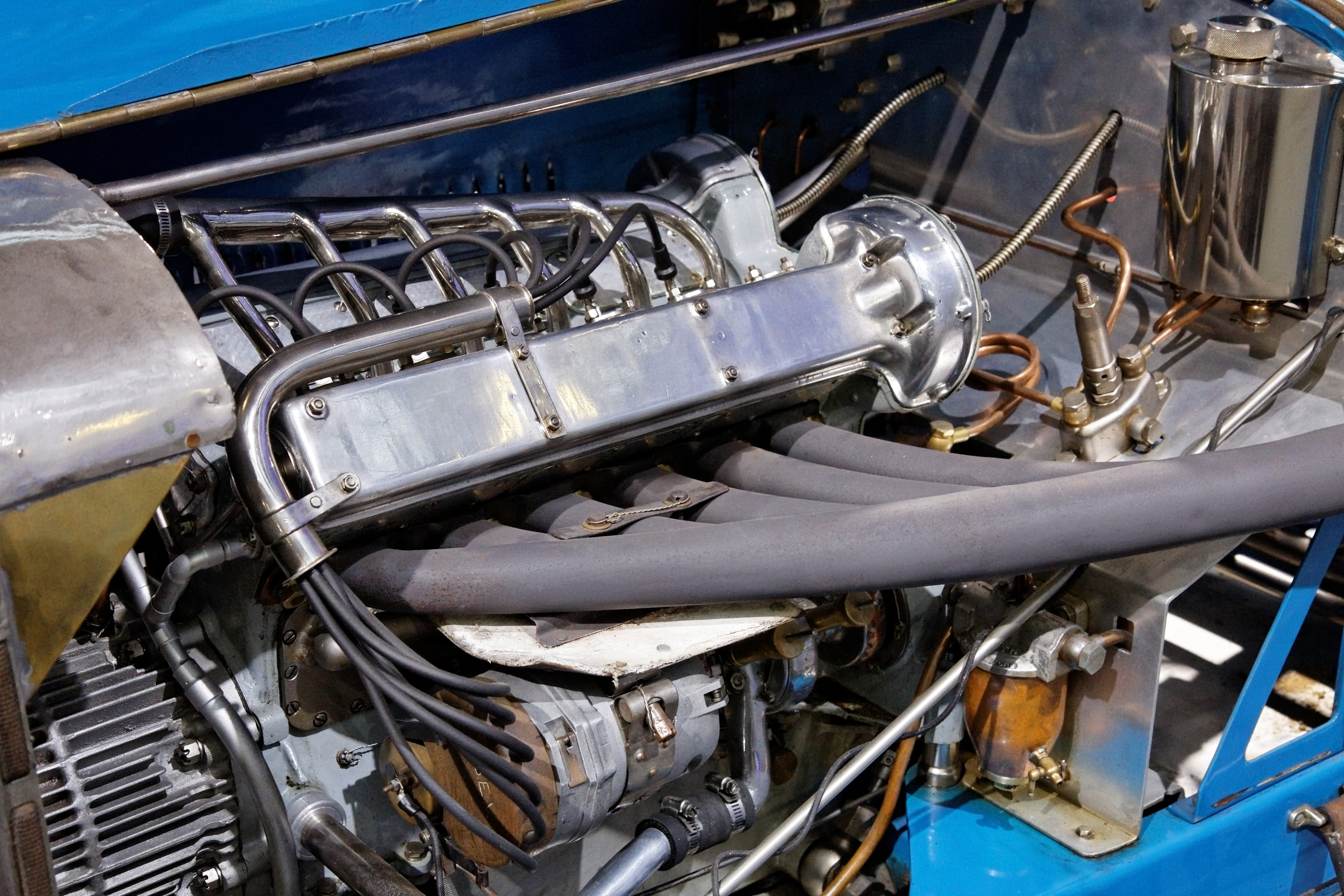
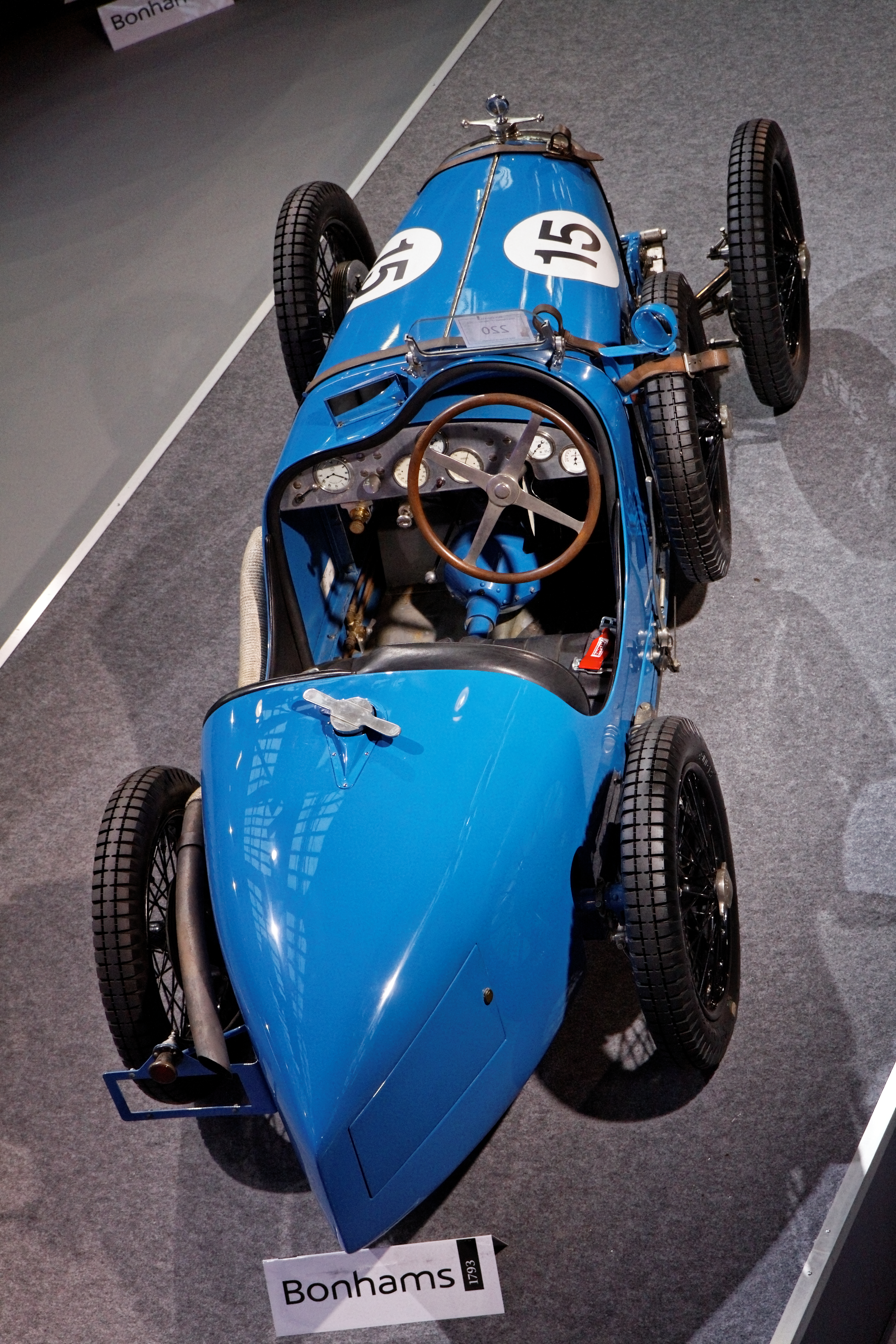
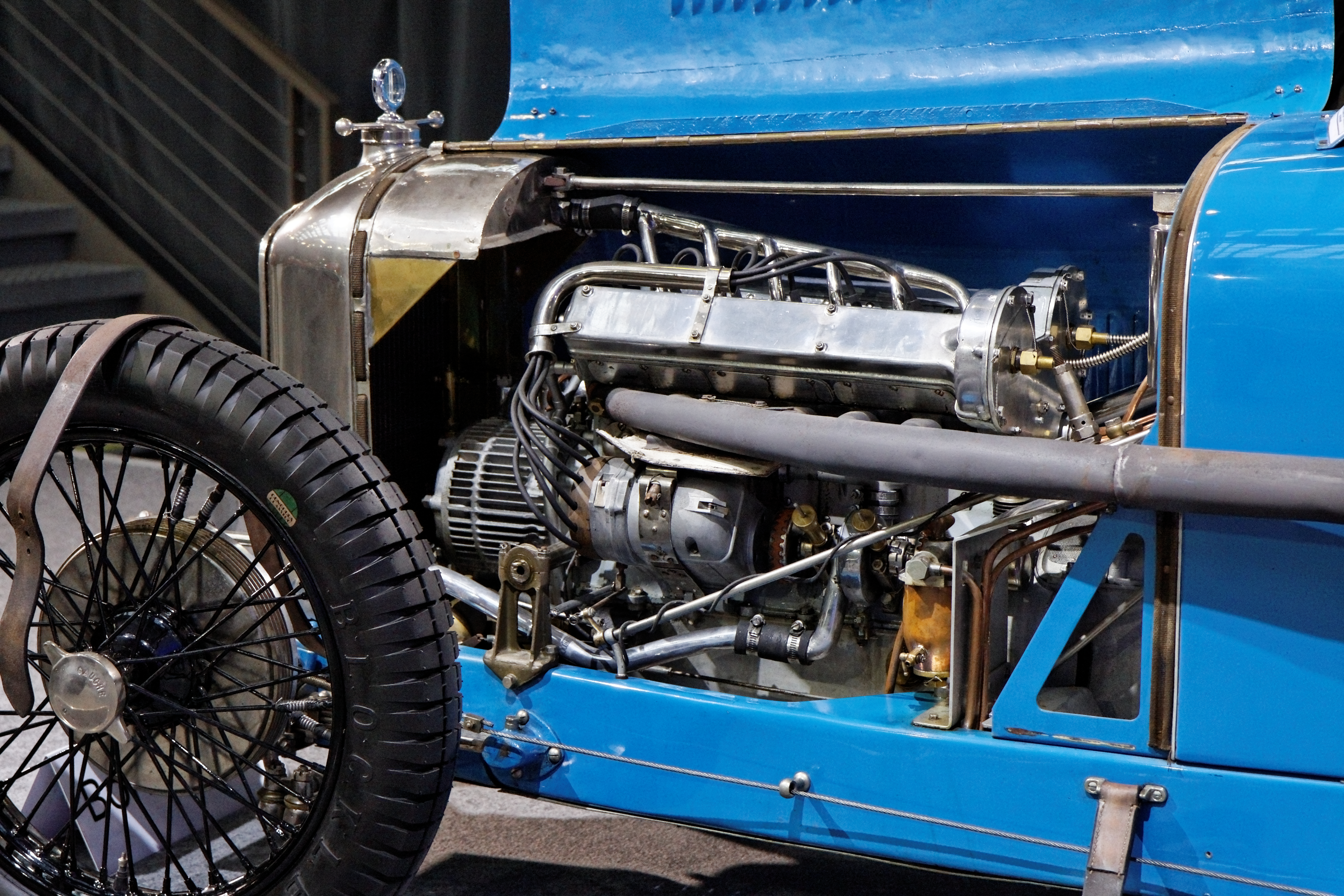
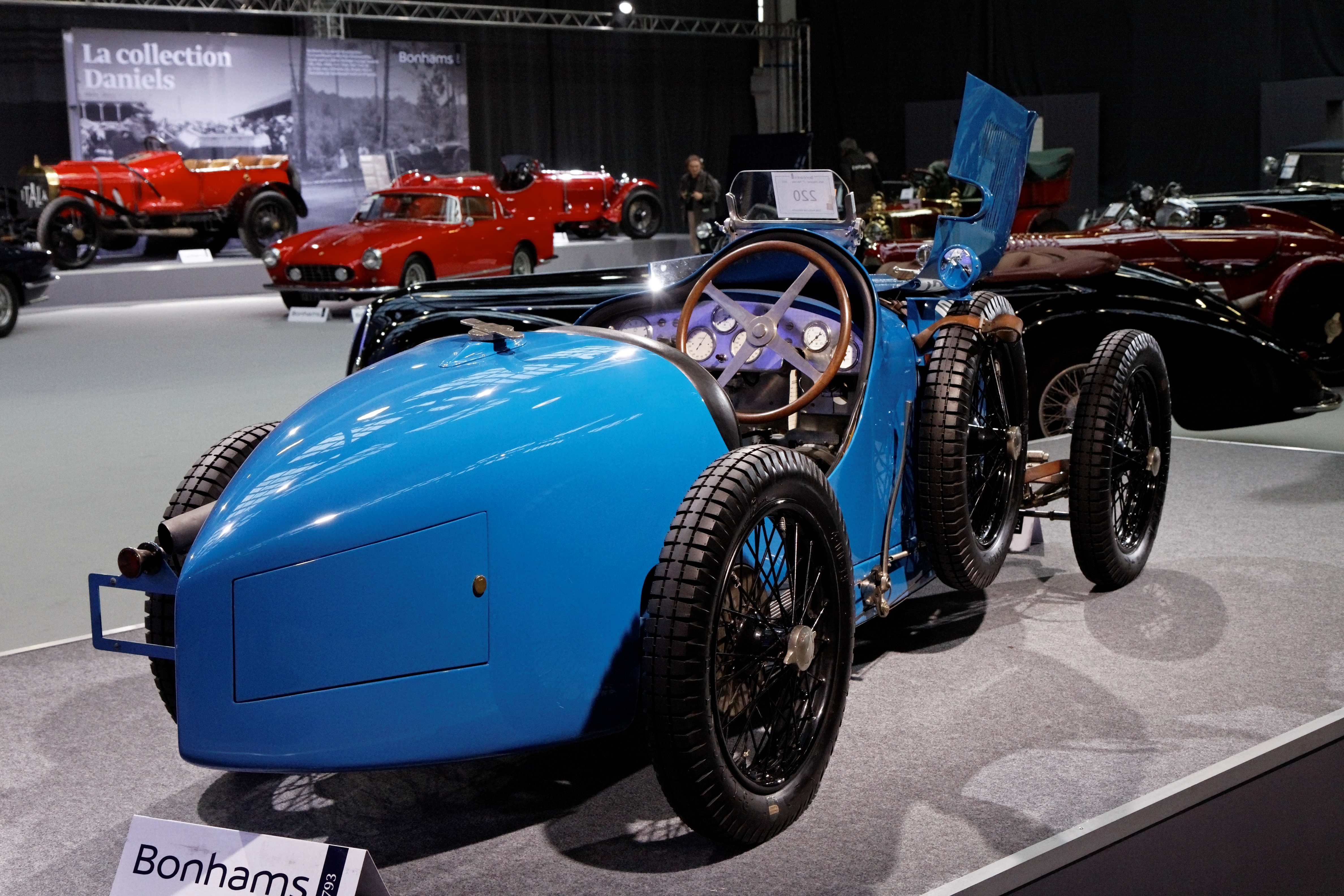
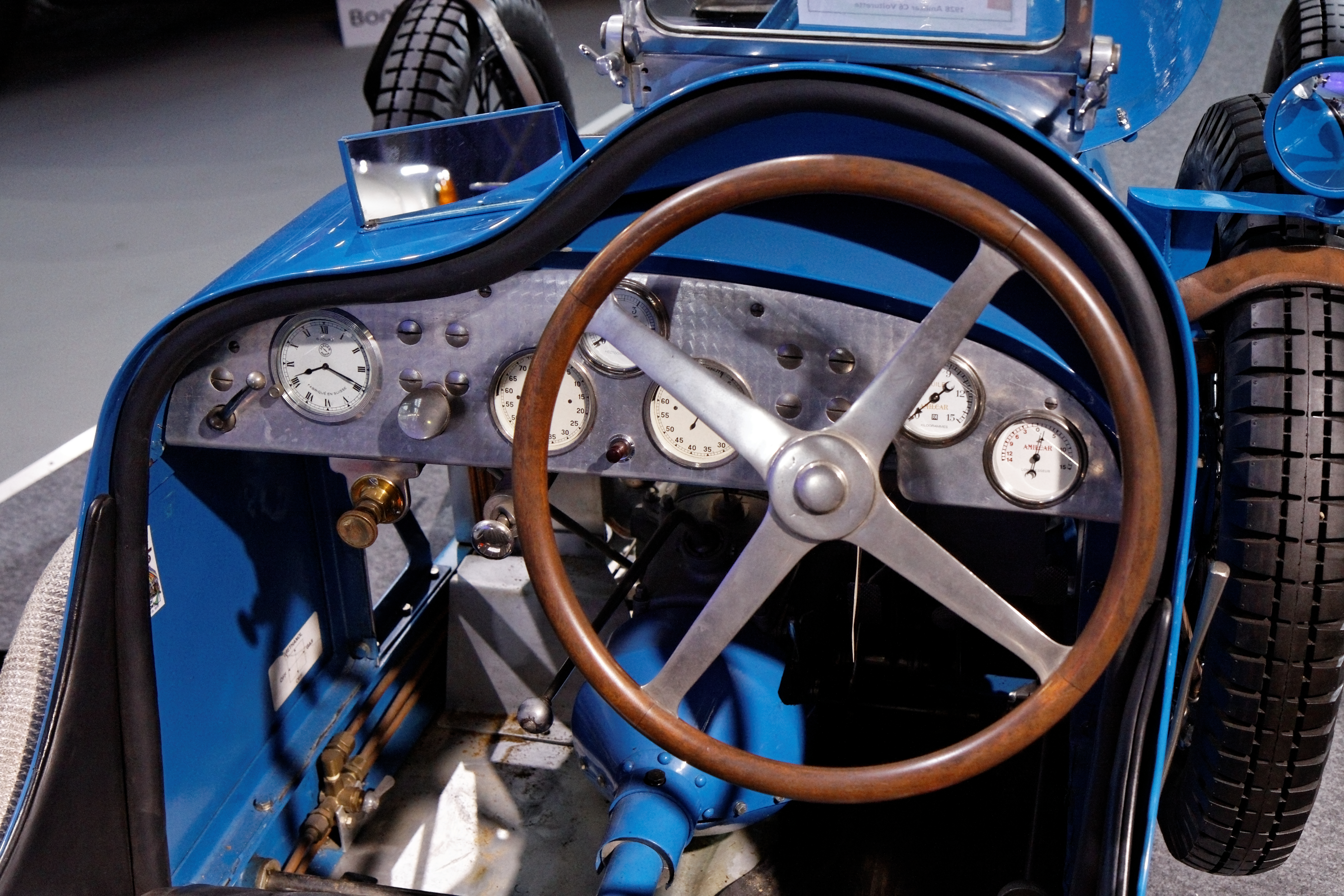
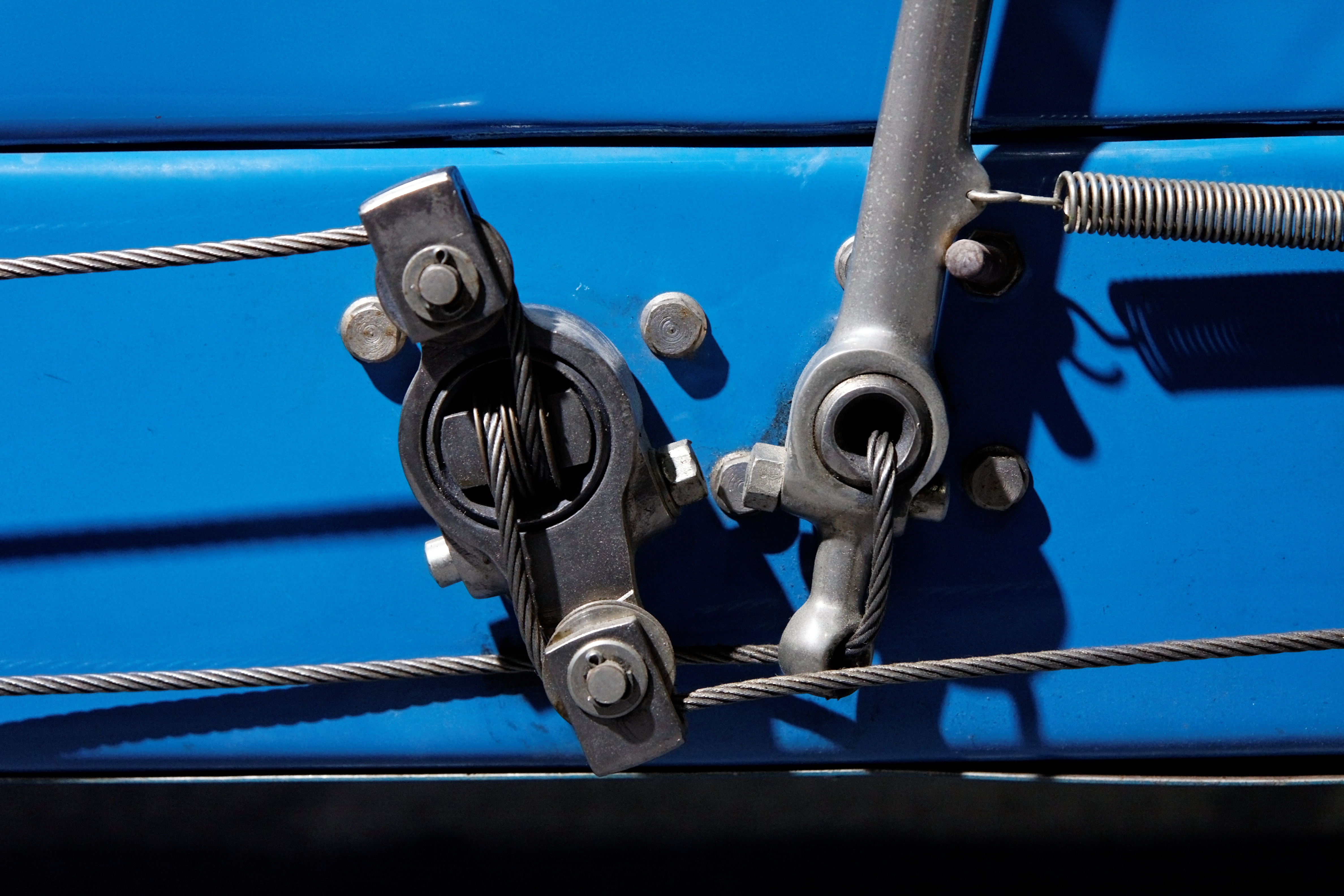
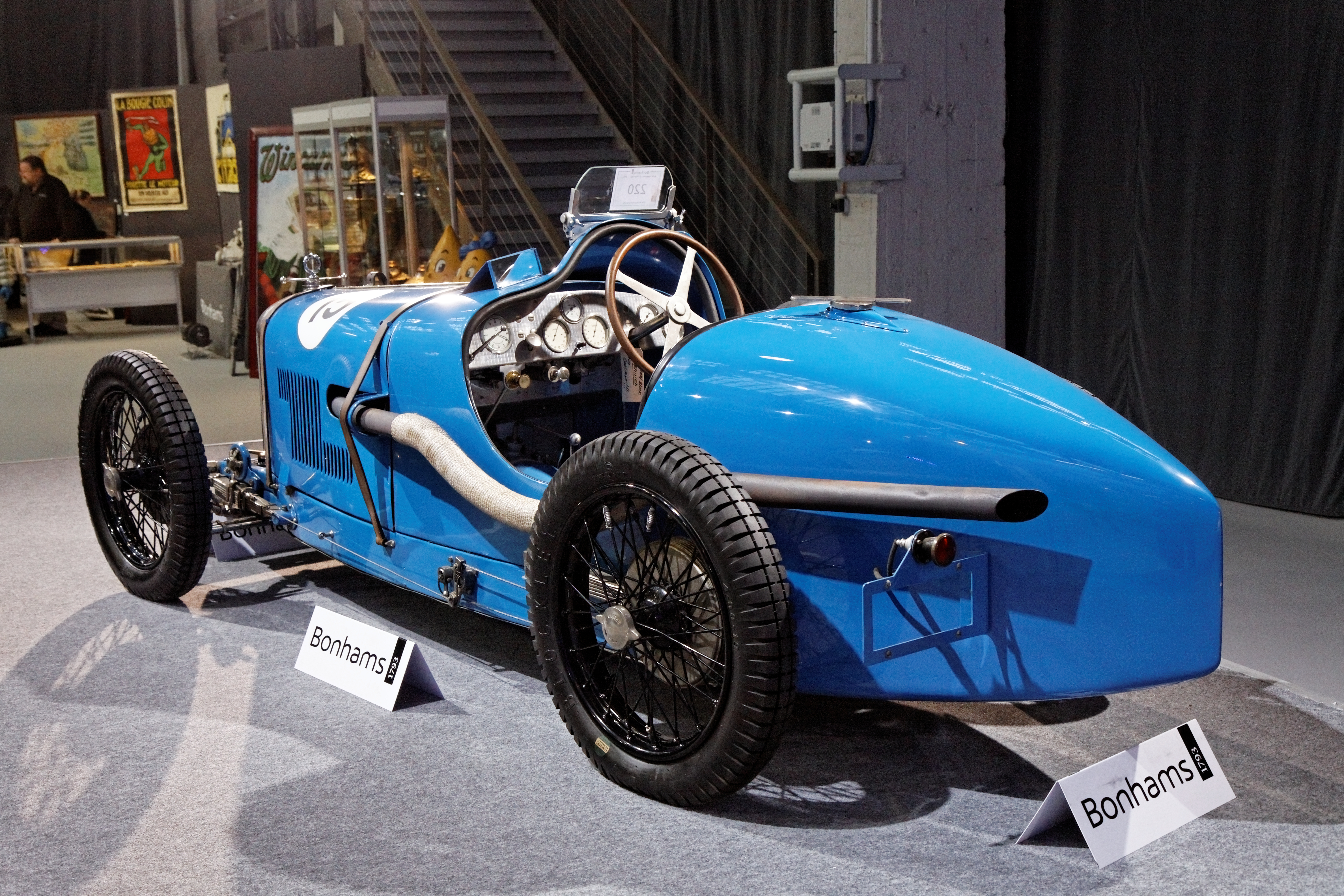
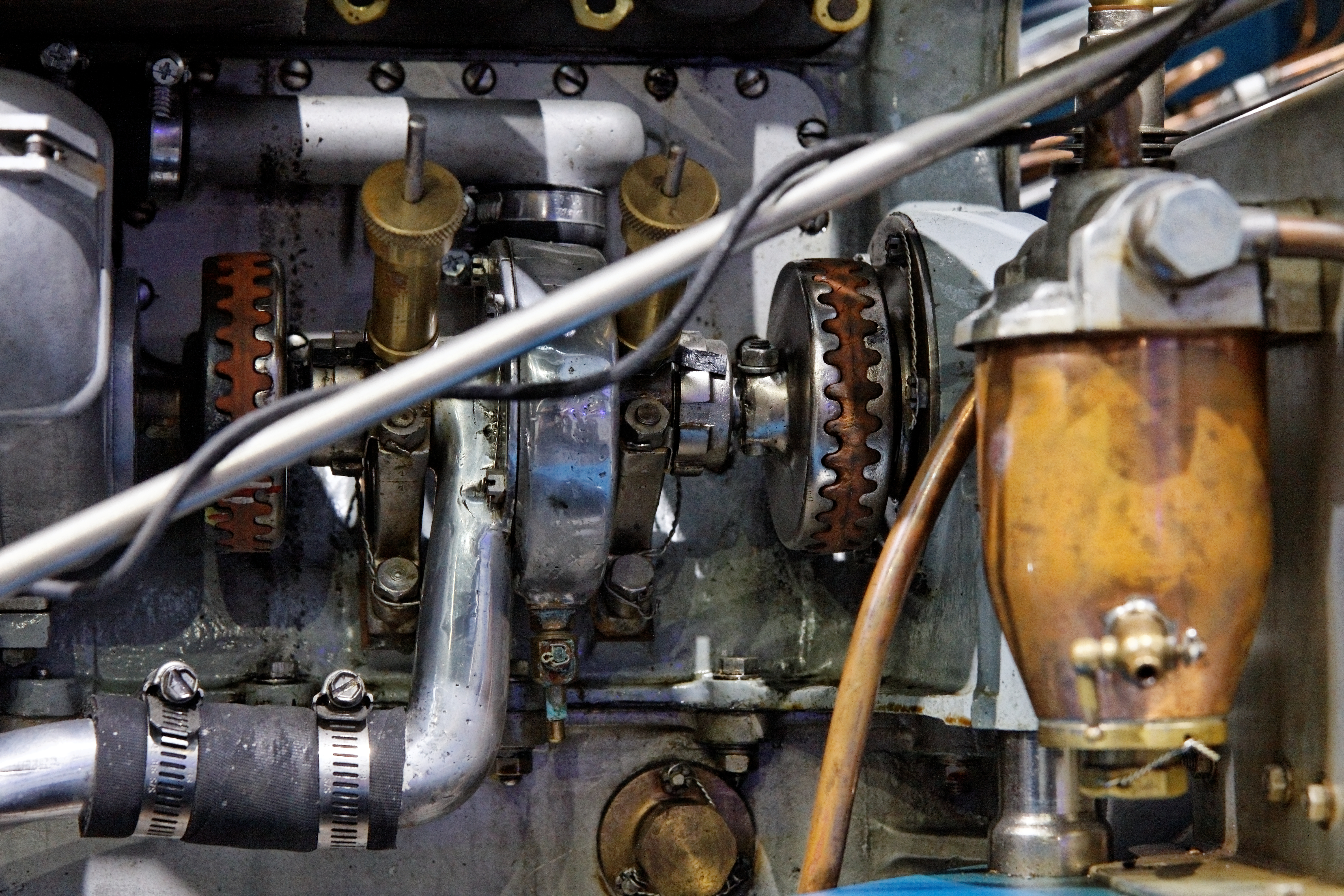
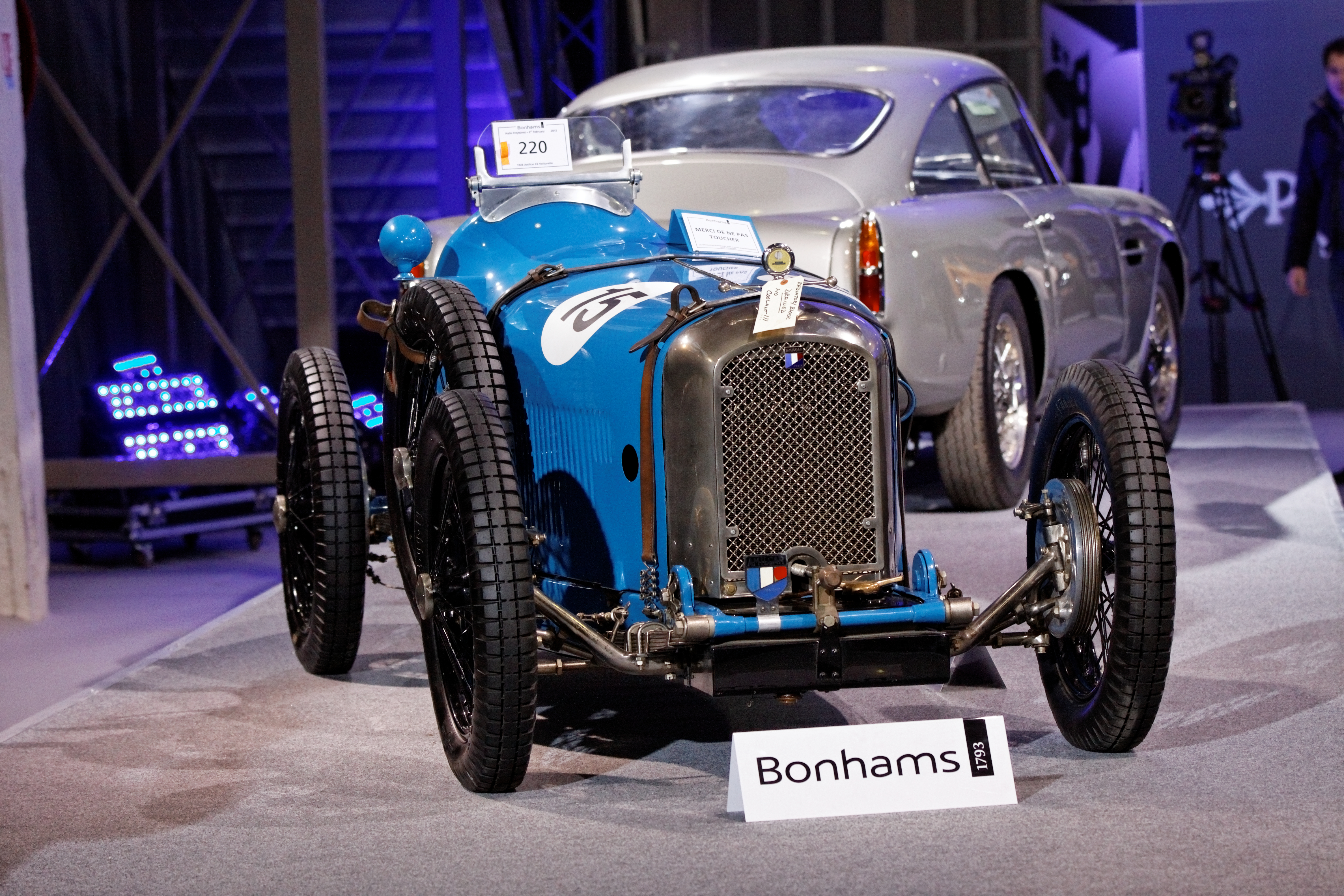
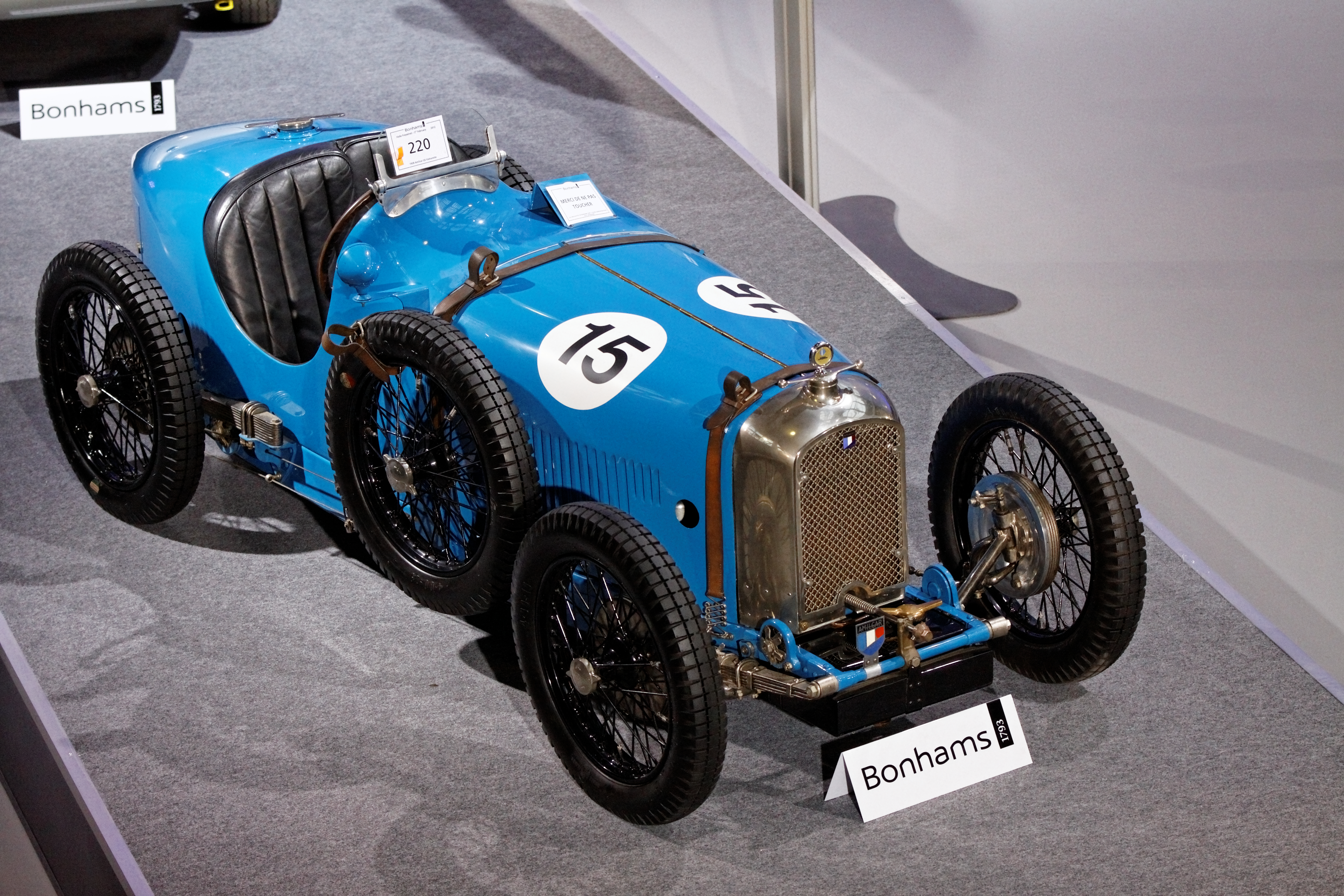
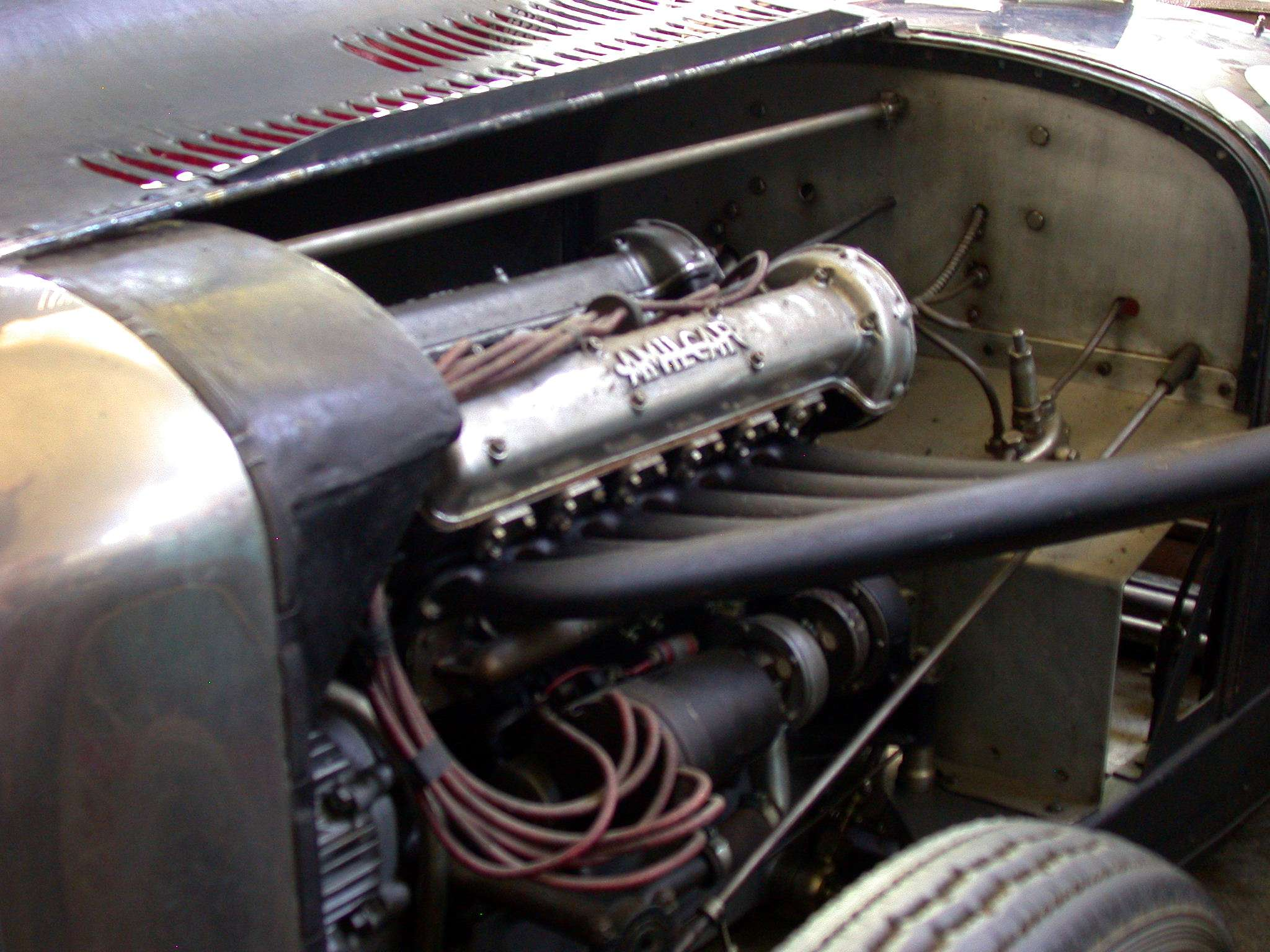
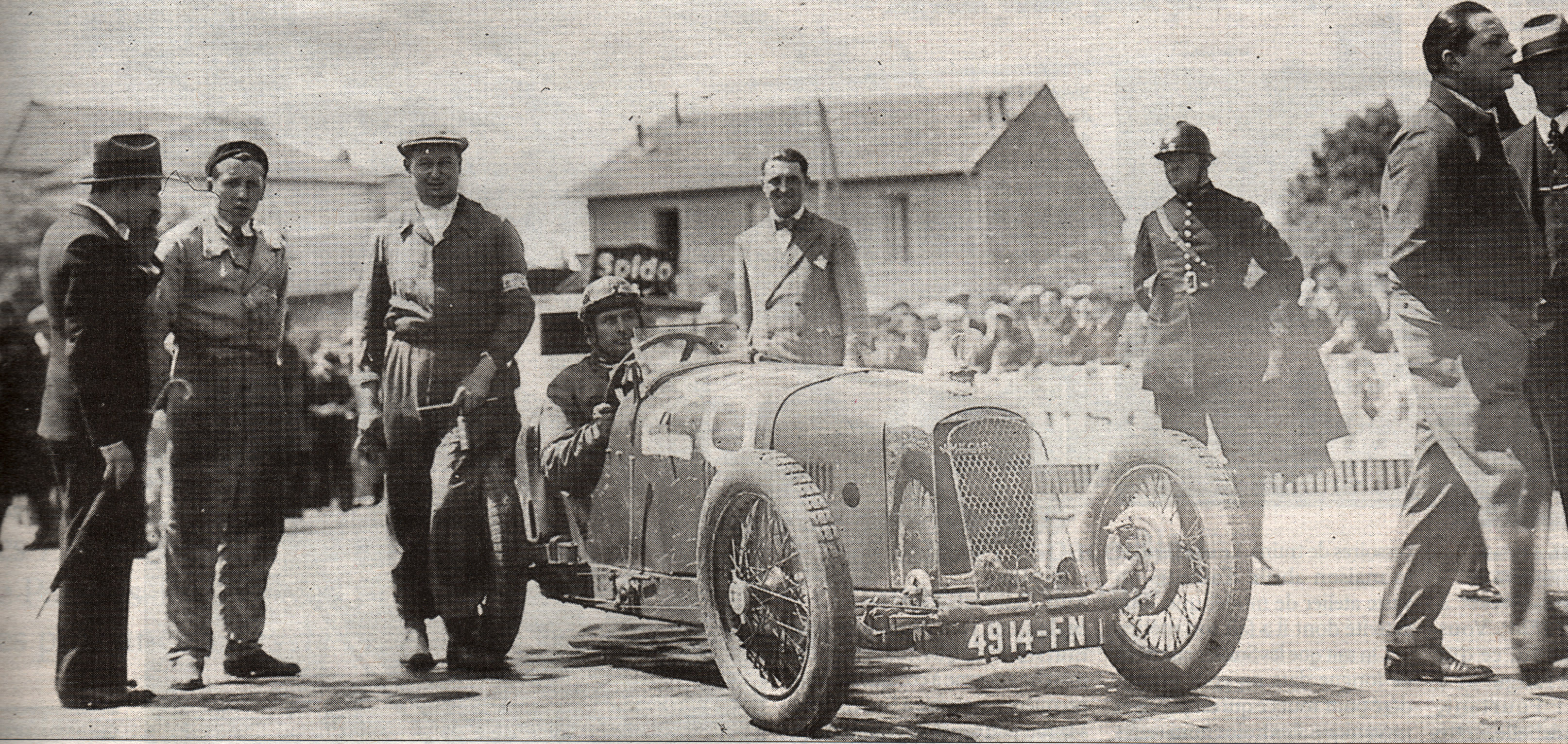